# Koen Casteels
Koen Casteels (født 25. juni 1992 i Bonheiden, Belgien) er en belgisk professionel fodboldspiller, som spiller for Al Qadisiyah og Belgiens landshold. 

## Titler
DFL-Supercup
- 2015 med VFL Wolfsburg